# 알린 포스터

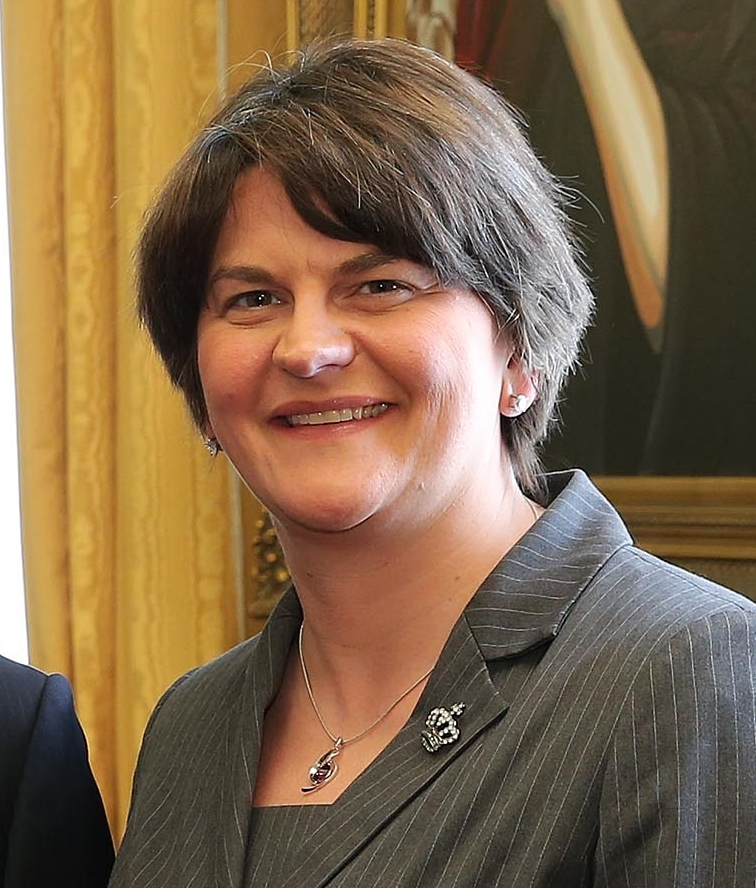
알린 포스터 (2015년)

알린 이사벨 포스터(영어: Arlene Isabel Foster, 1970년 7월 17일 ~ )는 영국의 정치인이다. 2015년부터 현재까지 민주연합당 대표를 지내고 있다. 2016년 1월부터는 북아일랜드 장관을 지내다 마틴 맥기네스 부장관이 모종의 스캔들로 사퇴하면서 같이 장관직에서 물러났다.
알린 포스터는 2003년부터 북아일랜드 의회의 퍼매너 사우스티론 지역구 의원으로도 재직하고 있다. 북아일랜드 행정부에서는 환경장관 (2007~2008년), 기업투자장관 (2008~2015년), 재정인사장관 (2015~2016년)을 지냈다.